# Drjenačica
Drjenačica (Drijenačica, Drjenačka rijeka) je rječica u BiH. Zove se po selu Drijenči. 
Nastaje sutokom dvaju potoka. Drjenačica, koja izvire u središtu Drijenče. Ulijeva se s Bučjankom jedna u drugu i tvore pravu Šibošnicu. Selo Drijenča je srcolika oblika, a mjesto sutoke je "vrh" (gledano s juga prema sjeveru) sela Drijenče. 